# تريسي إليس روس
تريسي إليس روس (بالإنجليزية: Tracee Ellis Ross)‏ (و. 1972 – م) هي ممثلة، وعارضة، وممثلة أفلام، وممثلة تلفزيونية من الولايات المتحدة الأمريكية. ولدت في لوس أنجلوس.

## التعليم
تعلمت في جامعة براون.

## وصلات خارجية
- تريسي إليس روس على موقع IMDb (الإنجليزية)
- تريسي إليس روس على موقع ألو سيني (الفرنسية)
- تريسي إليس روس على موقع ميوزك برينز (الإنجليزية)
- تريسي إليس روس على موقع أول موفي (الإنجليزية)
- تريسي إليس روس على موقع قاعدة بيانات الأفلام السويدية (السويدية)
- تريسي إليس روس على موقع إن إن دي بي (الإنجليزية)
- تريسي إليس روس على موقع قاعدة بيانات الفيلم (الإنجليزية)
- تريسي إليس روس على موقع ليتربوكسد (الإنجليزية)
- تريسي إليس روس على موقع كينوبويسك (الروسية)